# Vancouverismo

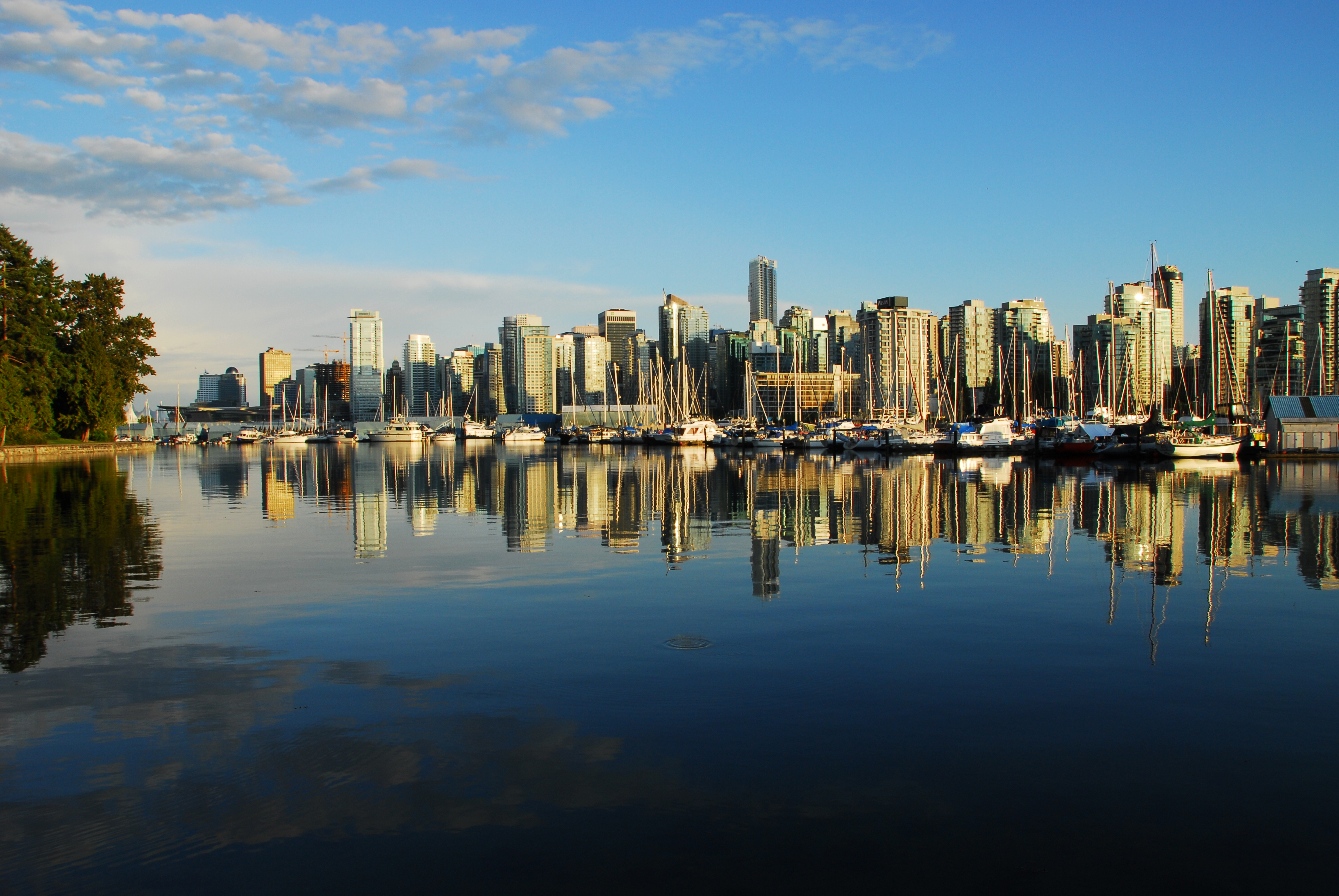
Vista del skyline de Vancouver.

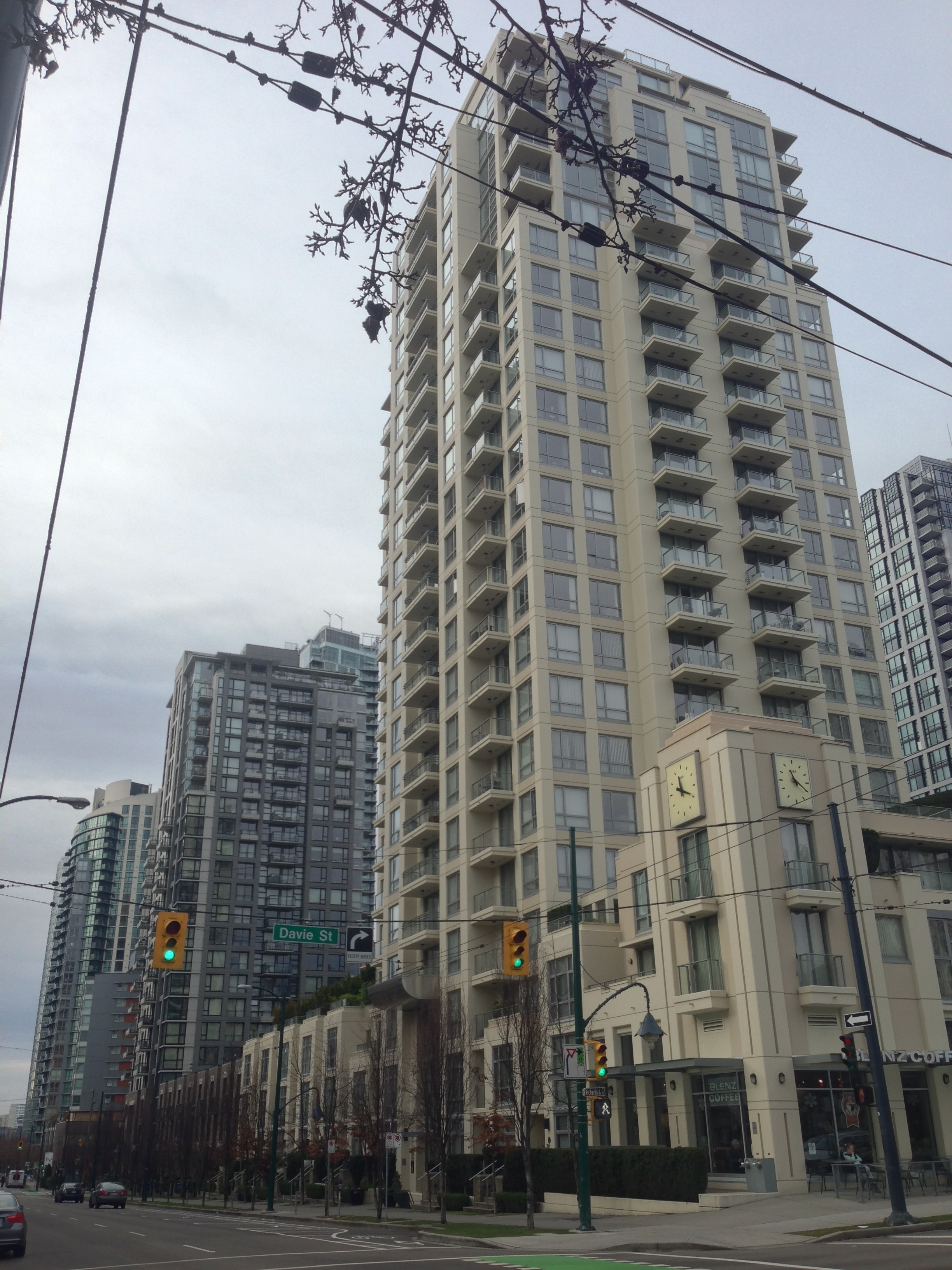
Los rascacielos de Vancouver se elevan a menudo sobre un podio de uso comercial o residencial.

El vancouverismo (en inglés: Vancouverism) es un término que designa un fenómeno urbanístico y arquitectónico de la ciudad de Vancouver (Columbia Británica, Canadá). Se caracteriza por una gran población residencial en el centro de la ciudad que vive en desarrollos de uso mixto, habitualmente rascacielos residenciales sobre un podio de uso comercial, una dependencia significativa del transporte público, la creación y mantenimiento de espacios verdes, y la protección de líneas de visión.
El arquitecto Bing Thom describió de esta forma el vancouverismo:

Es una filosofía sobre el espacio público. Creo que los vancuveritas están muy orgullosos de haber construido una ciudad con una gran cantidad de espacio junto al agua para que las personas se diviertan y disfruten. Al mismo tiempo, False Creek y Coal Harbour eran antiguamente zonas industriales muy contaminadas y degradadas. Las hemos regenerado con nuevos desarrollos y las personas tienen acceso al agua y a las vistas. Así que, para mí, es esta idea de tener a muchas personas viviendo muy cerca entre ellas, mezclando los usos. Tenemos apartamentos encima de tiendas. En Surrey tenemos una universidad encima de un centro comercial. Esta mezcla de usos refleja Vancouver en términos de nuestra cultura y cómo vivimos juntos.

Un importante aspecto a mencionar es que el vancouverismo es un ideal que fue desarrollado en Vancouver, pero no está presente en todas las zonas de la ciudad. Adicionalmente, aunque algunas zonas periféricas del Gran Vancouver, como Surrey, han adoptado algunos aspectos de estos ideales, no se originaron fuera de la ciudad de Vancouver.
Vancouver ha sido clasificada en repetidas ocasiones como una de las ciudades con mayor calidad de vida del mundo. Un artículo de la San Francisco Planning and Urban Research Association analizó el enfoque de Vancouver con los nuevos desarrollos y las vistas protegidas y se preguntó si San Francisco debería seguir una dirección similar. Sin embargo, el proceso urbanístico de Vancouver también ha recibido críticas por su impredecibilidad, el largo proceso de aprobación, la falta de transparencia, la ausencia de participación ciudadana, la repetitividad de las formas construidas que produce y el riesgo de que el proceso implique corrupción.

## Origen

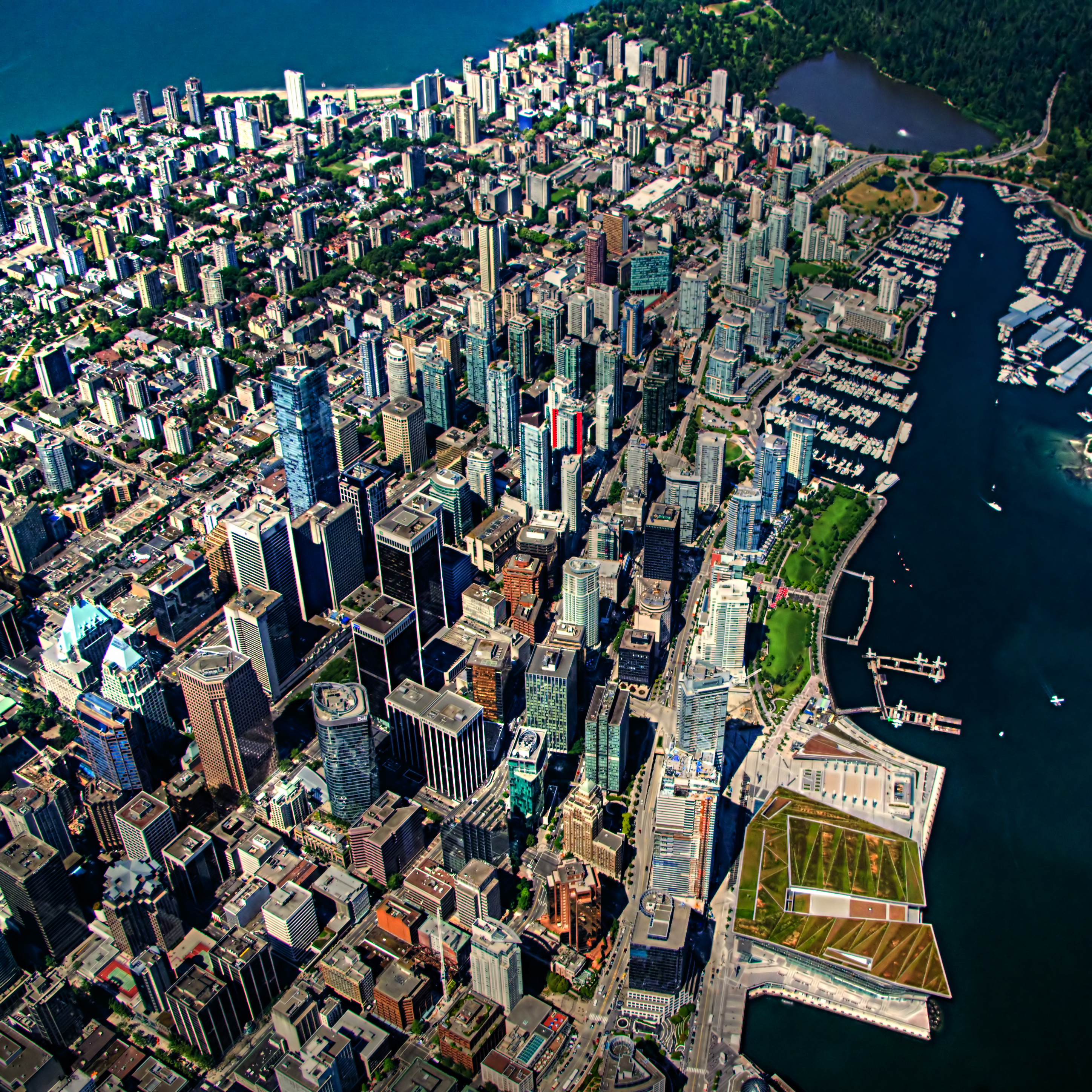
Vista aérea del centro de Vancouver.

El vancouverismo se desarrolló en parte como resultado del contexto geográfico de la ciudad. Enclavada entre el mar, las montañas y la frontera con los Estados Unidos, el distrito regional del Gran Vancouver se asoció con los municipios de la zona para fomentar un desarrollo controlado. El pronto reconocimiento de que las tierras agrícolas de la Columbia Británica serían absorbidas por la expansión urbana de la ciudad llevó a la creación en la década de 1970 de la «reserva de tierras agrícolas» (Agricultural Land Reserve), que ayudó a contener la urbanización e intensificarla en el Gran Vancouver y el valle del Fraser.
Algunos atribuyen al arquitecto Arthur Erickson el desarrollo a mediados de la década de 1950 del concepto que se convertiría en el vancouverismo, en un proyecto nunca realizado llamado «Project 56». Muchos de sus principios fueron incorporados en el desarrollo del barrio del West End. En la década de 1980, el Departamento de Urbanismo de la ciudad, bajo la dirección de Ray Spaxman, empezó a ampliar estos principios, muchos de los cuales se pusieron en práctica en el desarrollo de los antiguos terrenos de la Exposición Internacional de 1986 en False Creek y Yaletown.
Otra persona a la que se le atribuye haber influido en el vancouverismo es Jane Jacobs, autora de Muerte y vida de las grandes ciudades. Brent Toderian, antiguo director del Departamento de Urbanismo de Vancouver, afirmó sobre Jacobs: «No hay ninguna persona o libro que haya influido más en la creación del vancouverismo que Jane y Muerte y vida de las grandes ciudades. [...] Sé lo que quiere decir sobre las personas que malinterpretan la densidad: por eso ponemos el énfasis la densidad bien hecha en lugar de la densidad como un ejercicio matemático. […] Personas de todo el mundo alaban la calidad de vida de Vancouver, y ella tuvo mucho que ver con ello.»

## Estética

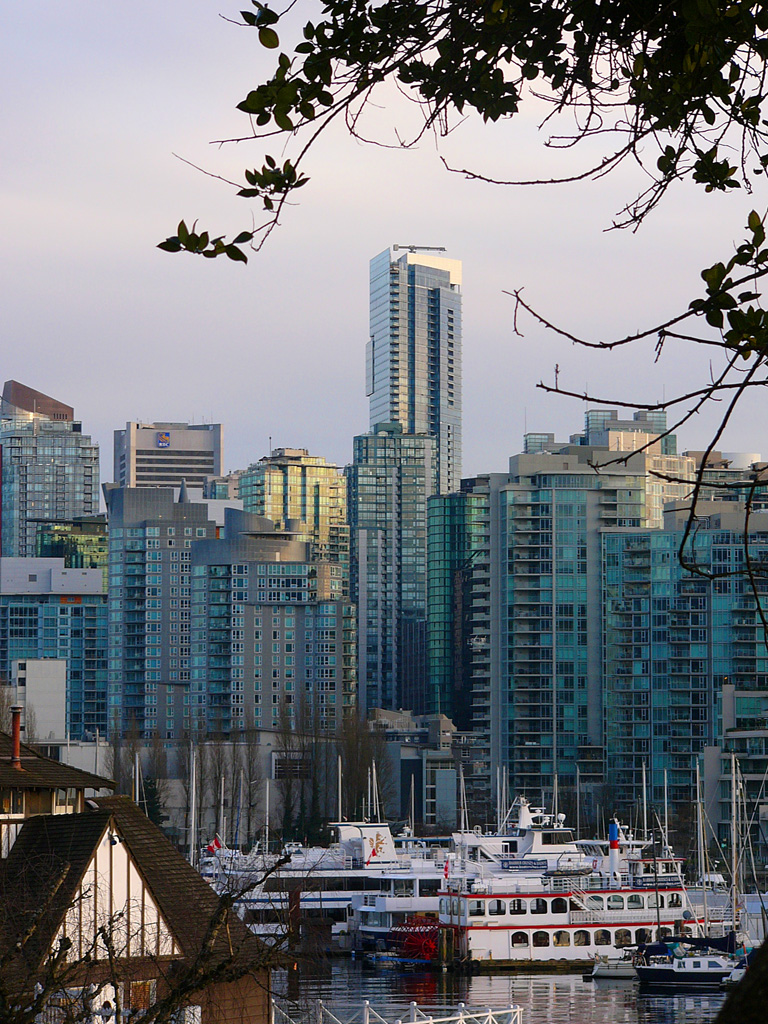
Vancouver es denominada la «ciudad de cristal» por la estética de los edificios que dominan el centro de la ciudad.

Un principio asociado con el vancouverismo, como pone de manifiesto la política urbanística de la ciudad, es la preservación de «vistas protegidas». Las «Directrices de Protección de Vistas» (View Protection Guidelines) de Vancouver fueron aprobadas en 1989 y modificadas en 1990, estableciendo límites de altura para proteger las vistas de las North Shore Mountains. Aunque a este enfoque se le atribuye la conservación del entorno escénico de la ciudad, ha sido criticado por disminuir el interés visual de la ciudad y por no conseguir reflejar su imagen contemporánea. En respuesta a estas críticas, en 1997 el Ayuntamiento encargó un «Estudio sobre el skyline», que concluyó que el interés visual del skyline de Vancouver se beneficiaría de la construcción de unos pocos edificios que excedieran los límites de altura establecidos.
El estudio encontró que las oportunidades para estos edificios eran pocas debido al reducido número de grandes parcelas disponibles para construir en el centro. Ocho años después, cinco de las siete parcelas identificadas para la construcción de edificios más altos habían sido urbanizadas o estaban en proyecto. El más alto de los nuevos edificios construidos es la torre residencial y hotelera Living Shangri-La, completada en 2008, que tiene 201 metros de altura y 62 plantas.

## Transporte

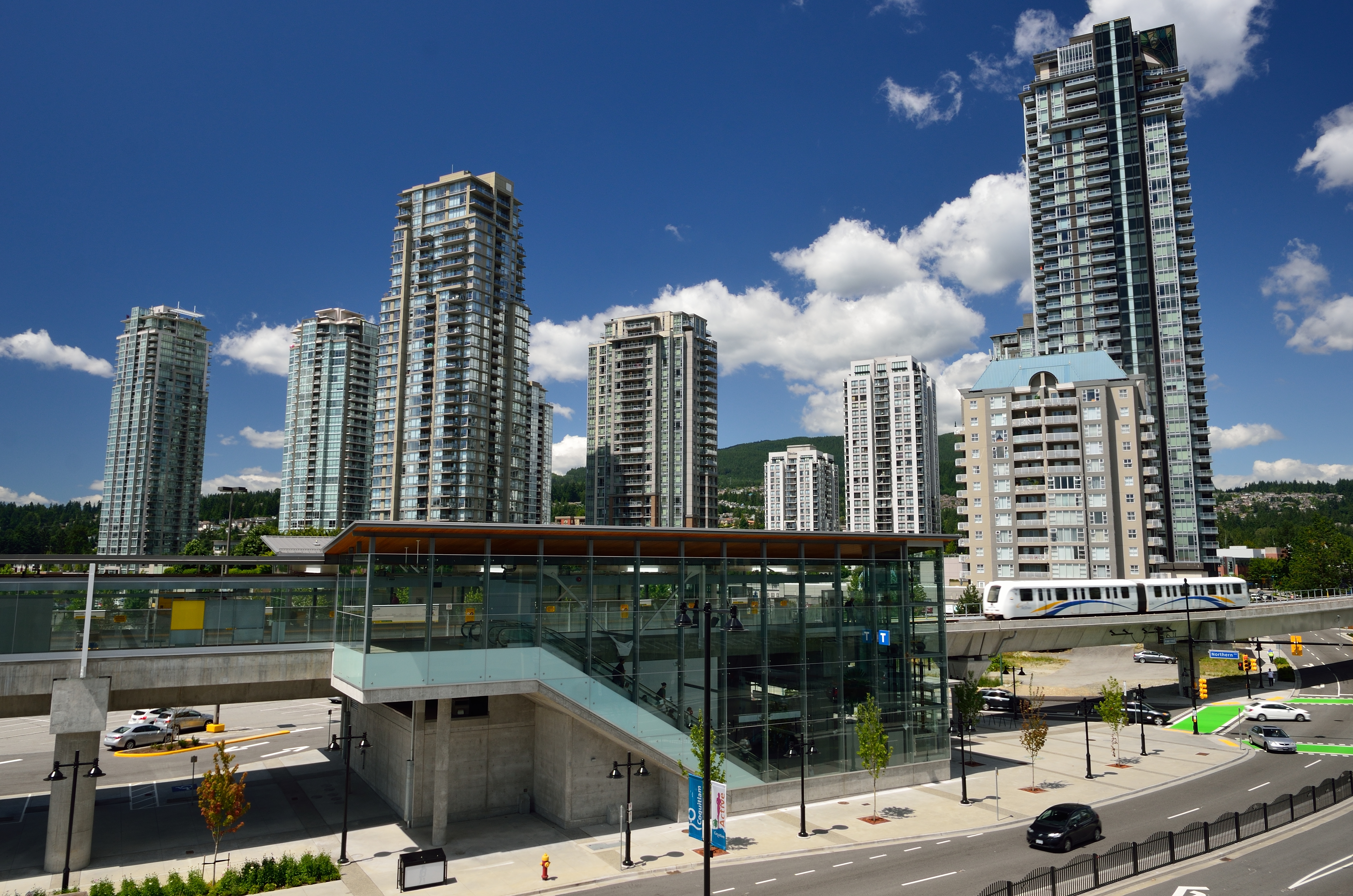
Las vías aéreas del SkyTrain son visibles en algunas zonas de Vancouver y sus alrededores.

La cuadrícula urbana de Vancouver es de malla fina, con calles a mitad de cuadra, lo que ha permitido que la ciudad se densifique fácilmente y promueve la caminabilidad. El sistema de tren ligero aéreo SkyTrain es una parte integral de la estética del vancouverismo.

## Proceso urbanístico
Una de las circunstancias que han permitido el desarrollo del vancouverismo es el proceso urbanístico discrecional implementado por la ciudad. El proceso urbanístico de Vancouver se basa en la colaboración, al alinear los objetivos de desarrollo de la ciudad antes de determinar las acciones a seguir para cada caso individual. Después de las prolongadas protestas públicas por la construcción de una autopista y por el programa de desarrollo conocido como Project 200, en 1972 los votantes de Vancouver llevaron al poder al partido The Electors' Action Movement (TEAM). TEAM defendía implementar unos criterios de diseño más estrictos y una mayor supervisión de los nuevos desarrollos. El desarrollo a lo largo del South False Creek era la forma urbana ideal defendida por TEAM. El South False Creek se caracteriza por sus propiedades residenciales de baja densidad, uso mixto y renta mixta, con un alto nivel de acceso a servicios. Además de favorecer la forma urbana presente a lo largo del South False Creek, TEAM implementó reformas significativas en el proceso urbanístico.
El proceso urbanístico de la ciudad permite la aprobación automática de los pequeños proyectos que se ajusten a los códigos de edificación vigentes. Los proyectos más grandes están sujetos a la revisión de su diseño por parte del Departamento de Urbanismo, que tiene poder para obligar a los promotores a seguir ciertas pautas de diseño.

## Críticas
El proceso urbanístico de Vancouver y el vancouverismo han sido ampliamente criticados por diferentes razones, incluso por miembros destacados de las comunidades urbanística y arquitectónica de la ciudad, como Patrick Condon, Scot Hein y Bing Thom. El aprovechamiento urbanístico de una parcela se divide habitualmente en dos categorías, «directo» y «discrecional». El aprovechamiento directo está claramente definido en términos de uso, altura y superficie, y puede seguir un camino más rápido que el discrecional para su aprobación; sin embargo, el aprovechamiento directo es inferior al discrecional. Las limitaciones del aprovechamiento directo pueden consistir en menor altura, menor superficie, usos más restrictivos y mayores retranqueos.
Un promotor puede superar el aprovechamiento directo negociando con el Departamento de Urbanismo sobre las limitaciones en las categorías que se hayan identificado a discreción del director de Departamento. Este proceso de negociación da al Departamento de Urbanismo suficiente poder para negociar con los promotores concesiones de diseño o beneficios para el público; sin embargo, tiene numerosos inconvenientes, incluidos:
- Incertidumbre sobre el aprovechamiento urbanístico y los costes. La ausencia de unos valores cuantificables de antemano para la altura, la superficie, los usos y los retranqueos en el urbanismo discrecional hace difícil para los urbanistas, promotores, arquitectos y residentes predecir con exactitud lo que se puede construir en cualquier parcela de la ciudad o a cuánto ascenderán los costes de construcción.[28][29]
- Aprobación lenta. Alcanzar un acuerdo negociado para la urbanización de una parcela —que se realiza habitualmente como una rezonificación personalizada llamada «rezonificación puntual», especialmente para parcelas grandes— ocasiona una significativa cantidad de trabajo para los promotores, arquitectos y funcionarios de urbanismo. La excesiva carga de trabajo soportada por el Departamento de Urbanismo con numerosos procedimientos de este tipo en cualquier momento dado provoca retrasos en la emisión de permisos de construcción. El Ayuntamiento de Vancouver, como consecuencia, tiene los plazos de espera para la aprobación de permisos más largos de la región.[30][31][32]
- Opacidad de las negociaciones. Las negociaciones entre funcionarios de urbanismo y promotores implican grandes cantidades de dinero y afectan al público, pero carecen de transparencia pese a ser realizadas por funcionarios públicos en nombre de los ciudadanos.[33][34]
- Falta de participación ciudadana. Debido a que el aprovechamiento discrecional se negocia entre el promotor y el Departamento de Urbanismo, el público no está implicado en el proceso urbanístico hasta después de que estas dos partes ya han acordado la mayor parte de los aspectos principales del proyecto. Esto ocasiona con frecuencia una importante reacción negativa del público en las jornadas obligatorias de puertas abiertas, con ciudadanos que consideran que no fueron consultados adecuadamente de antemano. Entre los ejemplos de esto se encuentran los planes maestros de los barrios de Norquay,[35] Marpole,[36] Mount Pleasant[37] y el noreste de False Creek,[38] así como proyectos individuales como la torre en Kingsway con East Broadway[39] o la torre en el 1725 de Pendrell Street.[40]
- Riesgo de corrupción. Las grandes cantidades de dinero implicadas en la promoción inmobiliaria, junto con el poder discrecional de los funcionarios de urbanismo y la falta de transparencia de las negociaciones, crea un sistema propenso a la corrupción y al uso de dinero negro o blanqueado.[41][42][43][44]